# Høm Sogn
Høm Sogn 
ist eine Kirchspielsgemeinde (dän.: Sogn)
auf der Insel Sjælland im südlichen Dänemark.
Bis 1970 gehörte sie zur Harde Ringsted Herred im damaligen Sorø Amt, danach zur Ringsted Kommune im Vestsjællands Amt, die im Zuge der  Kommunalreform zum 1. Januar 2007 Teil der Region Sjælland geworden ist.
Im Kirchspiel leben 661 Einwohner, davon 477 im Kirchdorf (Stand: 1. Januar 2023).
Im Kirchspiel liegt die Kirche „Høm Kirke“.
Nachbargemeinden sind im Nordwesten Sigersted Sogn, im Nordosten Ringsted Sogn und im Süden Vetterslev Sogn.